# Обелион
Обелионът е краниометрична точка. Намира се на сагиталния шев, който е на нивото на теменните отвори.